# Індіалантік (Флорида)
Індіалантік (англ. Indialantic) — місто (англ. town) в США, в окрузі Бревард штату Флорида. Населення — 3010 осіб (2020).

## Географія
Індіалантік розташований за координатами 28°5′10″ пн. ш. 80°34′6″ зх. д. / 28.08611° пн. ш. 80.56833° зх. д. (28.086226, -80.568300).  За даними Бюро перепису населення США в 2010 році місто мало площу 3,40 км², з яких 2,52 км² — суходіл та 0,88 км² — водойми.

## Демографія
Згідно з переписом 2010 року, у місті мешкало 2720 осіб у 1291 домогосподарстві у складі 767 родин. Густота населення становила 800 осіб/км².  Було 1584 помешкання (466/км²).
Расовий склад населення:
| - 94,7 % — білих - 1,7 % — азіатів - 0,5 % — чорних або афроамериканців - 0,2 % — корінних американців |

До двох чи більше рас належало 2,1 %. Частка іспаномовних становила 5,3 % від усіх жителів.
За віковим діапазоном населення розподілялося таким чином: 16,2 % — особи молодші 18 років, 59,4 % — особи у віці 18—64 років, 24,4 % — особи у віці 65 років та старші. Медіана віку мешканця становила 49,9 року. На 100 осіб жіночої статі у місті припадало 100,7 чоловіків;  на 100 жінок у віці від 18 років та старших — 98,1 чоловіків також старших 18 років.
Середній дохід на одне домашнє господарство  становив 92 919 доларів США (медіана — 65 305), а середній дохід на одну сім'ю — 115 561 долар (медіана — 87 422). За межею бідності перебувало 12,9 % осіб, у тому числі 24,8 % дітей у віці до 18 років та 6,6 % осіб у віці 65 років та старших.
Цивільне працевлаштоване населення становило 1348 осіб. Основні галузі зайнятості: освіта, охорона здоров'я та соціальна допомога — 19,2 %, науковці, спеціалісти, менеджери — 15,7 %, мистецтво, розваги та відпочинок — 14,2 %.